# 1-я воздушно-десантная бригада
1-я воздушно-десантная бригада — воинское соединение вооружённых сил СССР, принимавшее участие в Великой Отечественной войне.

## История
Бригада сформирована в Киевском Особом военном округе на базе 224-й стрелковой дивизии в апреле 1941 года.
В действующей армии во время Великой Отечественной войны с 30 июня 1941 по 14 сентября 1941 и с 14 марта 1942 по 4 августа 1942 года.
На 22 июня 1941 года дислоцируется в Овруче.
27 июня 1941 года корпус получил приказ не позднее полудня 28 июня 1941 года занять и оборонять Остропольский укреплённый район, находясь левее позиций 24-го механизированного корпуса, но бригада, очевидно не завершила переброску.
23 июля 1941 года распоряжением штаба Юго-Западного фронта, бригаде было предписано к утру 26 июля 1941 года занять и прочно оборонять переправы через Припять у Припяти и Чернобыля. По прибытии бригада расположилась в районе деревни Скородное. 4 августа 1941 года бригада, в составе корпуса (собственно бригада и составляла на тот момент весь корпус), была передана в 5-ю армию чтобы усилить оборону Коростеньского укреплённого района.
В ночь на 5 августа 1941 года было получено приказание о выводе бригады в район Недашки (восточнее Коростеня), затем бригада с боями отступает, с этого дня и до 20 августа 1941 года бригада ведёт тяжёлые бои в районе Диброва, Владовка, Лумля, Барановка. За время этих боёв в безвозвратных потерях бригады до 150 человек
С 20 августа 1941 года, в ходе общего отхода войск 5-й армии, бригада перебрасывается автотранспортом по маршруту Рудня Осушня, Мартыноричи, Чернобыль, Навозы, Козел, с задачей к исходу 23 августа 1941 года сосредоточиться в районе Льговка, Старый Белоус, Киенка в 5 километрах западнее Чернигова и поступает в резерв армии. Вечером 22 августа 1941 года бригада переправилась через Припять. На 27 августа 1941 года бригада убыла в резерв фронта, сосредоточившись в районе Льговка, Новый Белоус. В начале сентября бригада вновь передана на усиление 5-й армии
2 сентября 1941 года бригада, при поддержке 212-го гаубичного полка и 1-го дивизиона 460-го корпусного полка во взаимодействии с 15-м стрелковым корпусом после часовой артиллерийской подготовки наносит удар от Нового Белоуса в общем направлении на Певцы, Лопатин. Однако наступление захлебнулось, и вскоре контрударом бригада была отброшена даже с исходных и к концу дня вела бой с частями 134-й пехотной дивизии на рубеже хутор Шевченко, Полуботки, южная окраина Холявина, Полянка. В течение следующих 4 дней бригада продолжает безуспешно контратаковать противника в районе Чернигова. Вскоре бригада попадает в окружение и в течение сентября 1941 года выходит к своим в район Ромны. С 14 сентября 1941 года бригада считается выведенной в тыл.
В декабре 1941 года передислоцирована в Люберцы, оттуда в марте 1942 года направлена на Волхов, где, вероятно планировалась её участие в высадке десанта, в ходе дальнейшего продолжения Любанской операции. Данных об участии бригады в боевых действиях на Волхове не имеется. В первые дни августа обратно и в этом же месяце переформирована в Люберцах в 109-й гвардейский стрелковый полк
Во второй половине 1942 года была сформирована 1-я воздушно-десантная бригада 2-го формирования, но под таким названием она в боях не участвовала, в декабре 1942 года переформирована в 9-й гвардейский воздушно-десантный полк

## Боевой состав
- управление
- 1-й воздушно-десантный батальон
- 2-й воздушно-десантный батальон
- 3-й воздушно-десантный батальон
- 4-й воздушно-десантный батальон
- школа младшего командного состава
- отдельный артиллерийский дивизион
- отдельная зенитно-пулемётная рота
- отдельная разведывательная самокатная рота
- отдельная рота связи

## Подчинение
| Дата            | Фронт (округ)                                              | Армия     | Корпус                            | Примечания                                     |
| --------------- | ---------------------------------------------------------- | --------- | --------------------------------- | ---------------------------------------------- |
| 22.06.1941 года | Юго-Западный фронт                                         | -         | 1-й воздушно-десантный корпус     | -                                              |
| 01.07.1941 года | Юго-Западный фронт                                         | -         | 1-й воздушно-десантный корпус     | -                                              |
| 10.07.1941 года | Юго-Западный фронт                                         | -         | -                                 | точных данных нет, в состав корпуса не входила |
| 01.08.1941 года | Юго-Западный фронт                                         | 5-я армия | 1-й воздушно-десантный корпус     | -                                              |
| 01.09.1941 года | Юго-Западный фронт                                         | 5-я армия | 1-й воздушно-десантный корпус     | -                                              |
| 01.10.1941 года | Приволжский военный округ                                  | -         | 1-й воздушно-десантный корпус     | -                                              |
| 01.11.1941 года | Приволжский военный округ                                  | -         | 1-й воздушно-десантный корпус     | -                                              |
| 01.12.1941 года | Приволжский военный округ                                  | -         | 1-й воздушно-десантный корпус     | -                                              |
| 01.01.1942 года | Московский военный округ                                   | -         | 1-й воздушно-десантный корпус     | -                                              |
| 01.02.1942 года | Московский военный округ                                   | -         | 1-й воздушно-десантный корпус     | -                                              |
| 01.03.1942 года | Московский военный округ                                   | -         | 1-й воздушно-десантный корпус     | -                                              |
| 01.04.1942 года | Волховский фронт                                           | -         | -                                 | -                                              |
| 01.05.1942 года | Ленинградский фронт (Группа войск Волховского направления) | -         | 6-й гвардейский стрелковый корпус | -                                              |
| 01.06.1942 года | Ленинградский фронт (Волховская группа войск)              | -         | 6-й гвардейский стрелковый корпус | -                                              |
| 01.07.1942 года | Волховский фронт                                           | -         | -                                 | -                                              |
| 01.08.1942 года | Волховский фронт                                           | -         | -                                 | -                                              |

## Командиры бригады
- Редченко, Алексей Христофорович (.05.1941 — 23.09.1941), полковник;
- Барладян, Григорий Петрович (24.09.1941 — 01.02.1942), полковник;
- Омельченко, Фёдор Степанович (01.02.1942 — 01.07.1942), полковник;
- В. Н. Комаров (.08.1942 — .12.1942), полковник.